# Fed Cup 2019
De Fed Cup werd in 2019 voor de 57e keer gehouden. De Fed Cup is de jaarlijkse internationale tenniscompetitie voor landenteams, voorbehouden aan vrouwen. Dit jaar deden 93 teams met het toernooi mee.
Tsjechië was de titelverdediger, en voerde de plaatsingslijst aan. Zij werden al in de eerste ronde verslagen door Roemenië, dat op haar beurt in de halve finale moest zwichten voor Frankrijk.
Frankrijk won voor de derde keer de titel – in de finale versloegen zij het thuisspelende Australische team.

## Wereldgroep I
|  | eerste ronde 9 en 10 februari    | eerste ronde 9 en 10 februari |                              |   | halve finale 20 en 21 april | halve finale 20 en 21 april |  |  | finale 9 en 10 november | finale 9 en 10 november |
|  |                                  |                               |                              |   |                             |                             |  |  |                         |                         |
|  |                                  |                               |                              |   |                             |                             |  |  |                         |                         |
|  | Asheville (hardcourt, binnen)    |                               |                              |   |                             |                             |  |  |                         |                         |
|  |                                  |                               |                              |   |                             |                             |  |  |                         |                         |
|  | Verenigde Staten (2)             | 2                             |                              |   |                             |                             |  |  |                         |                         |
|  | Verenigde Staten (2)             | 2                             | Brisbane (hardcourt, buiten) |   |                             |                             |  |  |                         |                         |
|  | Australië                        | 3                             |                              |   |                             |                             |  |  |                         |                         |
|  | Australië                        | 3                             | Australië                    | 3 |                             |                             |  |  |                         |                         |
|  | Braunschweig (hardcourt, binnen) |                               | Australië                    | 3 |                             |                             |  |  |                         |                         |
|  |                                  | Wit-Rusland (3)               | 2                            |   |                             |                             |  |  |                         |                         |
|  | Duitsland                        | Wit-Rusland (3)               | 2                            | 0 |                             |                             |  |  |                         |                         |
|  | Duitsland                        |                               | Perth (hardcourt, buiten)    | 0 |                             |                             |  |  |                         |                         |
|  | Wit-Rusland (3)                  | 4                             |                              |   |                             |                             |  |  |                         |                         |
|  | Wit-Rusland (3)                  | 4                             | Australië                    | 2 |                             |                             |  |  |                         |                         |
|  | Luik (hardcourt, binnen)         |                               | Australië                    | 2 |                             |                             |  |  |                         |                         |
|  |                                  | Frankrijk (4)                 | 3                            |   |                             |                             |  |  |                         |                         |
|  | België                           | Frankrijk (4)                 | 3                            | 1 |                             |                             |  |  |                         |                         |
|  | België                           | Rouen (gravel, binnen)        |                              | 1 |                             |                             |  |  |                         |                         |
|  | Frankrijk (4)                    | 3                             |                              |   |                             |                             |  |  |                         |                         |
|  | Frankrijk (4)                    | 3                             | Frankrijk (4)                | 3 |                             |                             |  |  |                         |                         |
|  | Ostrava (hardcourt, binnen)      |                               | Frankrijk (4)                | 3 |                             |                             |  |  |                         |                         |
|  |                                  | Roemenië                      | 2                            |   |                             |                             |  |  |                         |                         |
|  | Tsjechië (1)                     | Roemenië                      | 2                            | 2 |                             |                             |  |  |                         |                         |
|  | Tsjechië (1)                     |                               |                              | 2 |                             |                             |  |  |                         |                         |
|  | Roemenië                         | 3                             |                              |   |                             |                             |  |  |                         |                         |
|  | Roemenië                         | 3                             |                              |   |                             |                             |  |  |                         |                         |

Eerstgenoemd team speelde thuis.

## Wereldgroep II
Er waren acht deelnemende landen in Wereldgroep II. In het weekeinde van 9 en 10 februari 2019 speelde iedere deelnemer een landenwedstrijd tegen een door loting bepaalde tegenstander.
- Canada, Letland, Spanje en Zwitserland gingen naar de Fed Cup 2019 Wereldgroep I play-offs.
- Italië, Japan, Nederland en Slowakije gingen naar de Fed Cup 2019 Wereldgroep II play-offs.

## Wereldgroep I play-offs
Er waren acht deelnemende landen in de Wereldgroep I play-offs. In het weekeinde van 20 en 21 april 2019 speelde iedere deelnemer een landenwedstrijd tegen een door loting bepaalde tegenstander.
- Duitsland, Tsjechië en Verenigde Staten handhaafden hun niveau, en bleven in Wereldgroep I.
- Spanje promoveerde van Wereldgroep II in 2019 naar Wereldgroep I in 2020.
- Canada, Letland en Zwitserland wisten niet te ontstijgen aan Wereldgroep II.
- België degradeerde van Wereldgroep I in 2019 naar Wereldgroep II in 2020.

## Wereldgroep II play-offs
Er waren acht deelnemende landen in de Wereldgroep II play-offs. In het weekeinde van 20 en 21 april 2019 speelde iedere deelnemer een landenwedstrijd tegen een door loting bepaalde tegenstander.
- Japan en Slowakije handhaafden hun niveau, en bleven in Wereldgroep II.
- Rusland en Verenigd Koninkrijk promoveerden van hun regionale zone in 2019 naar Wereldgroep II in 2020.
- Brazilië en Kazachstan wisten niet te ontstijgen aan hun regionale zone.
- Italië en Nederland degradeerden van Wereldgroep II in 2019 naar hun regionale zone in 2020.

## België
Net als in 2018 trad België aan in Wereldgroep I, met wederom Frankrijk als tegenstander in de eerste ronde. België, dat voor het eerst sinds 2013 een thuiswedstrijd mocht spelen, werd vertegenwoordigd door Elise Mertens (WTA-21), Alison Van Uytvanck (WTA-50), Kirsten Flipkens (WTA-53) en Ysaline Bonaventure (WTA-134). De Belgen verloren de ontmoeting kansloos. Na drie enkelspelpartijen stond het reeds 0-3. België wist uiteindelijk nog wel het overbodige dubbelspel te winnen; eindstand 1-3. In april speelde België om behoud in Wereldgroep I, thuis tegen Spanje. De Belgische ploeg bestond uit Alison Van Uytvanck (WTA-52), Kirsten Flipkens (WTA-59), Ysaline Bonaventure (WTA-122) en Yanina Wickmayer (WTA-127). België verloor na een spannende strijd de beslissende dubbelspelpartij en werd zo veroordeeld tot degradatie naar Wereldgroep II.
| datum      | tegenstander | uitslag | locatie | groep | ronde               | w/v     |
| ---------- | ------------ | ------- | ------- | ----- | ------------------- | ------- |
| 2019-02-10 | Frankrijk    | 1-3     | thuis   | WG    | eerste ronde        | verlies |
| 2019-04-21 | Spanje       | 2-3     | thuis   | WG PO | degradatiewedstrijd | verlies |

## Nederland
Nederland trad aan in Wereldgroep II. In februari speelde het team thuis (in Den Bosch) tegen Canada. Nederland werd vertegenwoordigd door Arantxa Rus (WTA-128), Richèl Hogenkamp (WTA-176), Demi Schuurs (WTA-7 in dubbelspel) en Bibiane Schoofs (WTA-141 in dubbelspel). Na drie verloren enkelspelpartijen ging ook het dubbelspel verloren. Nederland speelde in april tegen Japan om behoud in Wereldgroep II. Het team bestond uit Bibiane Schoofs (WTA-149), Richèl Hogenkamp (WTA-176), Demi Schuurs (WTA-7 in dubbelspel) en Lesley Kerkhove (WTA-122 in dubbelspel). Ook nu verloor het team drie enkelspelpartijen en één in het dubbelspel. Het Nederlandse team degradeerde derhalve naar de regionale groep Europa/Azië.
| datum      | tegenstander | uitslag | locatie | groep  | ronde               | w/v     |
| ---------- | ------------ | ------- | ------- | ------ | ------------------- | ------- |
| 2019-02-10 | Canada       | 0-4     | thuis   | WG2    | eerste ronde        | verlies |
| 2019-04-21 | Japan        | 0-4     | uit     | WG2 PO | degradatiewedstrijd | verlies |

## Legenda
| niveau 1 | niveau 2 | niveau 3 | niveau 4 | niveau 5 |